# 에바 브라운
에바 아나 파울라 히틀러(독일어: Eva Anna Paula Hitler, 1912년 2월 6일 ~ 1945년 4월 30일)는 아돌프 히틀러의 오랜 동반자이며, 40시간이 채 안되는 잠시 동안 그의 부인이기도 했다.
그녀는 17세 때 뮌헨의 한 화방에서 히틀러의 개인 사진사의 보조이자 모델로서 그를 만났으며, 그로부터 약 2년 후 자주 만남을 갖기 시작하여 히틀러의 애인이 되었다. 1932년과 1935년 두 차례 자살을 기도하기도 했다. 1936년 브라운은 베르히테스가덴 근처의 베르그호프의 집에 거주하기 시작했고 2차 세계대전 내내 외부와의 교류가 없이 살았다. 브라운은 사진가였고 현재 남아있는 히틀러의 많은 컬러 사진들과 영상들을 촬영했다. 그녀는 히틀러의 친밀한 관계에 있던 사람들 중 핵심적 인물이었으나 그녀의 자매인 그레틀이 히틀러의 참모였던 SS 연락장교 헤르만 페겔라인과 결혼한 1944년 중반에 이르기까지는 공식 석상에 그와 함께 나타나지 않았다.
전쟁이 끝으로 치달으면서 나치 독일의 운명이 다해갈 당시 브라운은 히틀러에게 충성을 맹세했고 베를린에 함께 가서 독일연방 수상관저 밑에 있는 지하 벙커에 머물렀다. 붉은 군대가 근처까지 쳐들어온 1945년 4월 29일 둘은 베를린 지하벙커에서 간결한 결혼식을 통해 혼인하고 에바 브라운은 그의 소원대로 "에바 히틀러"라고 서명을 할 수 있었다. 그 뒤 40시간이 채 되기도 전에 청산가리로 음독 자살하였고 히틀러도 곧이어 권총 자살하였다. 독일 대중들은 그들의 죽음 전까지는 둘의 관계에 대해 알지 못했다.

## 어린 시절

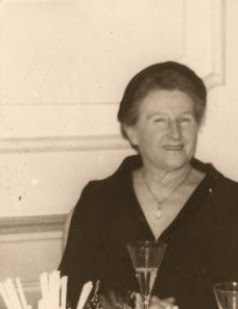
에바의 어머니, 프란치스카 브라운

에바 브라운은 뮌헨에서 학교 선생인 프레드리히 "프리츠" 브라운(1879-1964)와 재봉사인 프란치스카 "패니" 크론버거(1885-1976) 사이에서 태어났다. 그녀에게는 언니 일제(1909-1979)와 여동생 그레텔(1915-1987)가 있었다. 브라운의 부모는 1921년 4월 이혼했다가 1922년 11월 재결합했다. 아마도 재정적인 이유 때문이었을 것이다 (당시 독일 경제는 초인플레이션으로 재난 수준이었다). 브라운은 뮌헨의 가톨릭 학교를 나와 이후 1년간 짐바흐암인에 있는 영국 수녀원이 운영하는 실업학교를 다녔는데 성적은 평균이었고 체육에 재능을 보였다. 17세 때 나치당(NSDAP)의 공식 사진사였던 하인리히 호프만(Heinrich Hoffmann) 밑에서 일하기 시작했다. 처음에는 점원이자 판매원으로 있다가 곧 카메라 사용과 사진 현상일을 익혔다. 히틀러를 만난 것은 23세 때로 뮌헨에 있는 호프만의 스튜디오에서였다. 히틀러는 "볼프 씨"라고 소개되었다. 에바의 여동생 그레텔 또한 호프만 아래서 1932년부터 일했으며 둘은 함께 아파트를 얻어 살았다. 그레텔은 이후 에바가 히틀러와 함께 오베르잘츠부르크로 갈 때에도 동행한다.

## 히틀러와의 관계
히틀러는 그의 이복 조카였던 겔리 라우발(Geli Raubal)과 뮌헨의 프린쯔레겐덴플라츠 16번지 아파트에서 1929년부터 그녀가 사망할 때까지 함께 살았다. 1931년 9월 18일 라우발이 총상과 함께 사망한 채 발견되었고 히틀러의 권총으로 자살한 것으로 여겨졌다. 히틀러는 당시 뉘른베르크에 있었다. 히틀러 일생 동안 가장 강렬하고 중요한 관계였다. 라우발의 자살 이후 히틀러는 브라운과 더 자주 만남을 가지게 된다.
브라운도 1932년 8월 10일나 11일에 아버지의 권총으로 자신의 가슴을 쏘아 자살하려 했다. 그리 심각한 자살 시도는 아니었다고 역사학자들은 말하고 있으나 히틀러의 주의를 끌기에는 충분했다. 브라운이 회복된 이후 히틀러는 그녀에게 더욱 헌신했고 1932년 말에 이르러 둘은 연인 사이가 된다. 히틀러가 그의 뮌헨 아파트에 머물 때면 그녀가 종종 함께 있곤 했다. 1933년부터 에바 브라운은 사진사 호프만 밑에서 일하기 시작했고 이 직장을 통해 그녀는 나치당의 전속 사진사였던 호프만과 함께 히틀러의 수행원으로 함께 여행할 수 있게 된다. 그리고 이후 호프만이 운영하는 예술출판 쪽에서 일하게 된다.
그녀의 일기 및 전기작가인 네린 군(Nerin Gun)에 의하면 브라운은 1935년 5월 2차 자살 시도를 한다. 히틀러가 자신을 위한 시간을 내주지 않자 수면제를 과다 복용한 것이다. 히틀러는 8월에 에바와 여동생을 위한 방 세개 짜리 아파트를 뮌헨에 얻어주었고, 이듬해에는 보겐하우젠의 바사브루크가 12번지(현재 델프가 12번지)에 빌라를 마련해 준다. 1936년에 이르러 브라운은 베르츠테스가르텐 근처의 베르그호프에 있는 히틀러의 집에 그가 머물 때마다 함께 했으며 나머지 대부분은 뮌헨에서 지냈다. 브라운은 또한 베를린에 알베르트 슈페어가 디자인하고 완공한 새 수상관저에 자신의 아파트를 갖고 있었다.
브라운은 1935년 뉘른베르크 대회에서 처음으로 호프만의 직원으로 참석했다. 히틀러의 이복 누이인 안젤라 라우발(사망한 겔리의 어머니)은 그녀가 온 것에 대해 이의를 제기했고 이후 베르히테스가덴 히틀러 집 가정부 자리를 잃게 된다. 안젤라가 브라운을 싫어했기 때문에 떠났는지는 확실히 밝혀지지 않았지만 그 이후부터 히틀러의 수행단은 브라운을 건드릴 수 없는 존재로 여기게 된다.
히틀러는 자신이 순수한 영웅으로 보여지기를 원했고 나치 이념에서 이상적인 것은 남성은 정치적 지도자이자 전사이며 여성은 주부였다. 히틀러는 여성들이 자신에게 성적으로 끌린다고 믿었으며 이를 정치적으로 활용하기 위해 미혼을 고집했다. 결혼을 하면 그러한 매력을 잃을 것이라 생각했기 때문이다. 히틀러와 브라운은 커플로서 공적인 장소에 모습을 드러내지 않았다. 유일하게 둘이 함께 신문에 나왔던 사진은 1936년 동계 올림픽에서 브라운이 히틀러 가까운 곳에 앉아있던 것 뿐이다. 독일인들은 전쟁이 끝난 이후에야 브라운과 히틀러의 관계에 대해 알게 되었다. 스피어의 회고록에 의하면 브라운은 절대 히틀러와 같은 방에서 자지 않았으며 히틀러의 베를린 거처였던 베르고프와 베를린의 벙커에서도 따로 그녀의 방이 있었다.
전기 작가인 하이케 괴르테마케르(Heike Görtemaker)는 히틀러의 제3제국 정치에 있어 여성의 역할이 크지 않았다고 쓰고 있다. 히틀러에 대한 브라운의 정치적 영향력은 미미했던 것으로 보인다. 사업이나 정치에 관한 논의가 있을 경우 그녀는 그곳에 머무는 것이 허락되지 않았고 장관들이나 고위 관리들이 있을 경우도 마찬가지였다. 그녀는 나치당원이 아니었다. 전후 회고록에서 호프만은 브라운에 대해 "하찮았고 매우 멍청했다"라고 평하며 그녀의 주관심사는 스포츠와 옷, 영화였다고 했다. 그녀를 알았던 모든 이들에 따르면 브라운은 보호받는 특권층의 삶을 살았고 정치에는 관심이 없었던 것으로 보인다. 한 번 관심을 보였던 것은 1943년 독일이 전면적인 전시경제 체제로 전환했을 때였는데 다른 무엇보다도 여성들이 화장이나 치장을 할 수 없었던 점에 대해서였다. 스피어의 회고록에 따르면 브라운은 이에 대해 몹시 분개하였고 히틀러는 당시 군비 장관이었던 스피어를 조용히 불러 여성의 화장품과 사치품을 금하지 말고 생산을 중단하는 쪽으로 조처하라 했다고 한다. 스피어는 "에바 브라운은 역사학자들에게 큰 실망을 안겨주었다"고 말하기도 했다.
히틀러와의 관계가 시작된 이후에도 브라운은 계속 호프만과 일했다. 그녀는 나치 핵심층의 사진과 영상을 많이 촬영했고 이것들 중 얼마는 호프만에게 매우 비싼 가격으로 팔았다. 그녀는 호프만의 회사로부터 1943년에까지 돈을 받았고 동시에 히틀러의 개인 비서직을 맡고 있었다. 이러한 위장을 통해 그들의 관계를 노출하지 않고 히틀러의 방을 출입할 수 있었는데 옆문과 뒤쪽 계단을 이용했다. 괴르테마케르에 따르면 브라운과 히틀러는 정상적인 성생활을 했다. 브라운의 친구와 친지들은 1938년 히틀러의 집 소파에 앉아있는 네빌 체임벌린의 사진을 보면서 "그 소파에서 무슨 일이 있었는지 그가 알았다면..."라고 브라운이 키득거리던 것에 대해 얘기했다.
1944년 6월 3일 브라운의 여동생 그레틀 브라운은 친위대 집단지도자인 헤르만 페겔라인과 결혼했다. 그는 하인리히 히믈러 친위대장과 히틀러 참모들간의 연락책을 맡고 있었다. 히틀러는 이 혼인 관계를 이용하여 브라운이 공식 석상에 페겔라인의 처형으로 참석할 수 있도록 했다. 전쟁이 끝나갈 즈음 페겔라인이 스웨덴이나 스위스로 도망치려다 잡히자 히틀러는 그를 처형하도록 했다. 그는 1945년 4월 28일 탈영병으로 수상관저 뜰에서 총살되었다.

## 생애
1933년 히틀러는 오베르잘즈부르크 산중에 작은 별장을 구입했다. 1934년부터 집수리를 시작하여 1936년에 마쳤는데 원래 집을 크게 확장하고 여러 부속건물을 지었다. 전 지역이 울타리로 둘려쳐졌고 산중에 있는 모든 집들은 나치가 구입하여 철거해 버렸다. 이곳에 머무를 때면 브라운을 비롯한 수행단은 외부와 완전 단절된 생활을 했다. 스피어와 헤르만 괴링, 마르틴 보어만은 이곳에 각자의 집들을 갖고 있었다.
히틀러의 운전사였던 하인즈 린게는 회고록에서 히틀러와 브라운은 베르그호프 별장에 중간에 문으로 연결된 두 개의 침실과 두 개의 욕실을 각각 갖고 있었고 히틀러는 대부분 저녁에 그의 서재에 그녀와 단 둘이 있다가 각각 침실로 들어갔다고 한다. 그녀는 보통 "가운이나 실내복"을 걸치고 포도주를 마셨으며 히틀러는 차를 마셨다. 둘 사이의 공공연한 애정표현이나 신체적 접촉은 전혀 없었으며 그것은 극도로 밀폐된 베르그호프 별장에서도 마찬가지였다. 브라운은 정기적인 방문객들을 향해 안주인같은 역할을 했으나 살림을 맡지는 않았다. 브라운은 별장에 머물 때 정기적으로 친구와 가족들을 불러서 함께 있고는 했는데 별장에서 그렇게 할 수 있는 인물은 그녀가 유일했다.

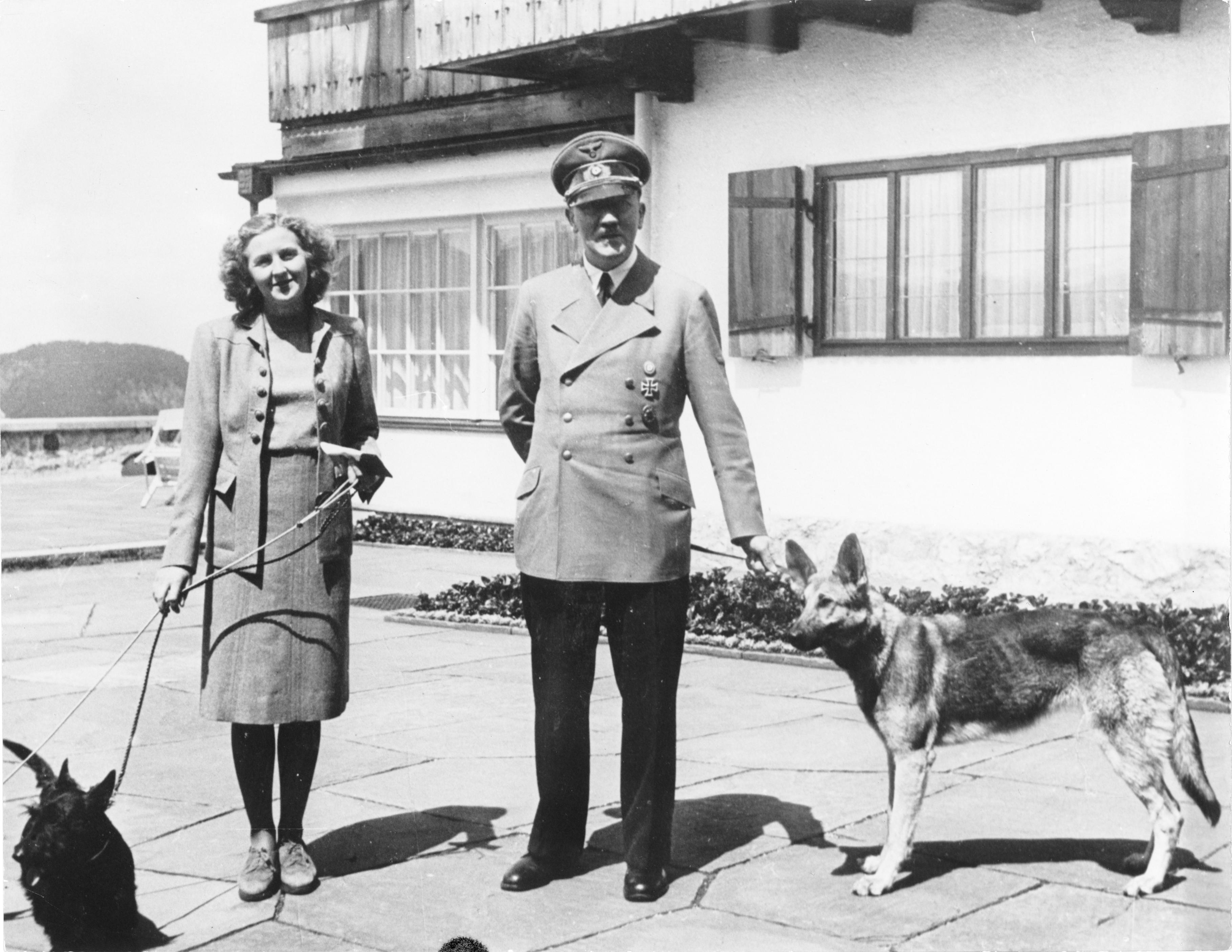
1942년 브라운과 히틀러

헨리에트 폰 시라흐가 브라운에게 전쟁이 끝나면 어디에 가서 숨어야 한다고 했을 때 그녀는 "내가 그를 혼자 죽게 놔둘 것 같아요? 나는 마지막까지 그와 함께 할 거예요..."라고 했다고 한다. 히틀러는 유언장에서 브라운에게 자신의 사후 매년 12,000 마르크를 지급하도록 했다. 히틀러는 브라운을 매우 좋아했으며 그녀가 스포츠를 하거나 차 마시는 시간에 늦으면 걱정하곤 했다고 한다.
에바 브라운은 네구스와 스타시라 이름 붙인 스코틀랜드 테리어 종 개 두 마리를 무척 아꼈는데 그녀가 촬영한 홈무비에도 등장한다. 그녀는 이 개들을 히틀러의 독일 셰퍼드인 블론디와 멀리 떼어놓곤 했다. 1945년 4월 29일 히틀러가 그 다음날 자신과 에바 브라운의 자살을 위해 구한 청산가리 캡슐의 시험을 위해 수행원 중 하나에게 그것을 블론디에게 먹이도록 하여 개는 죽었다. 브라운의 개들과 블론디의 새끼들은 히틀러의 개를 담당하던 프리츠 톤노우에 의해 4월 30일에 총으로 사살당했다.

## 결혼과 자살
1945년 4월 초 에바 브라운은 벙커에 있던 히틀러와 함께 있기 위해 뮌헨에서 베를린으로 이동한다. 그녀는 소련군이 밀어닥치는 가운데서도 수도를 떠나려 하지 않았다. 4월 28일에서 29일로 자정이 넘었을 때 히틀러와 브라운은 벙커에서 조촐한 결혼식을 올렸다. 증인은 조셉 괴벨스와 마틴 보어만이었다. 이후 아침에 히틀러는 새 신부와 함께 간소한 결혼 피로연을 열었다. 브라운이 히틀러와 결혼하면서 그녀의 법적 이름은 에바 히틀러가 되었다. 결혼증명서에 서명할 때 에바는 원래 성이었던 브라운의 B까지 썼다가 줄로 긋고 히틀러라고 썼다.
1945년 4월 30일 오후 1시가 지나 브라운과 히틀러는 수행원들과 핵심층들에게 작별 인사를 했다. 그날 오후 대략 3시 반쯤 몇몇 사람들이 시끄러운 총성을 들었다고 보고했다. 몇 분 기다린 후 히틀러의 기사였던 하인츠 린게와 SS친위대 부관인 오토 귄체가 작은 서재에 들어섰을 때에 히틀러와 브라운은 작은 소파 위에서 죽은 채였다. 브라운은 청산가리 캡슐을 깨물었고 히틀러는 그의 피스톨로 자신의 오른쪽 관자놀이를 쏘았다. 시신은 벙커의 비상구를 통해 수상관저 뒤뜰로 옮겨져 그곳에서 불태워졌다. 에바 브라운이 사망했을 때 그녀의 나이 33세였다.
타고 남은 재를 발견한 것은 소련군이었다. 5월 11일, 히틀러의 치과의사였던 휴고 블라쉬케와 치과보조었던 케데 호이서만, 치과기술자인 프리츠 에흐트만은 남아있는 이빨 조각들을 조사하여 그것이 히틀러와 브라운의 것임을 확인했다. 소련측은 남겨진 유해들을 비밀리에 동독의 마그데브루그의 SMERSH 지대에 요제프와 마그다 괴벨스 부부, 그리고 그들의 여섯 자녀들과 함께 묻었다. 1970년 4월 4일 소련 KGB 팀은 구체적인 매장 지도를 가지고 유해가 담긴 5개의 나무 상자들을 발굴해 냈다. 그리고 나서 유해들은 완전하게 불태워지고 가루로 빻아져서 근처에 있는 엘베강의 지류인 비데리츠강에 뿌려졌다.
에바 브라운의 남은 가족들은 전쟁에서 생존했다. 어머니 프란치스카는 바바리아의 루폴딩에 있는 오래된 농가에서 살다가 1976년 1월 96세로 사망했고 아버지 프리츠는 1964년 사망했다. 동생 그레틀은 1945년 5월 5일 딸을 낳았고 이름을 에바라고 지었다. 동생은 후에 사업가인 커트 베링호프와 결혼했고 1987년 사망했다. 히틀러의 측근에 속해 있지 않았던 에바 브라운의 언니 일제는 두 번 결혼했고 1979년 사망했다.

### 참고 문헌
- Beevor, Antony (2002). 《Berlin: The Downfall 1945》. Viking Press. ISBN 978-0-670-03041-5.
- Bullock, Alan (1999) [1952]. 《Hitler: A Study in Tyranny》. New York: Konecky & Konecky. ISBN 978-1-56852-036-0.
- Connolly, Kate (2010년 2월 14일). “Nazi loyalist and Adolf Hitler's devoted aide: the true story of Eva Braun”. 《The Observer》. Guardian News and Media. 2018년 7월 5일에 확인함.
- Eberle, Henrik; Uhl, Matthias, 편집. (2005). 《The Hitler Book: The Secret Dossier Prepared for Stalin from the Interrogations of Hitler's Personal Aides》. New York: Public Affairs. ISBN 978-1-58648-366-1.
- Fest, Joachim (2004). 《Inside Hitler's Bunker: The Last Days of the Third Reich》. New York: Farrar, Straus and Giroux. ISBN 978-0-374-13577-5.
- Görtemaker, Heike B. (2011). 《Eva Braun: Life with Hitler》. New York: Alfred A. Knopf. ISBN 978-0-307-59582-9.
- Guest, Katy (2006년 3월 12일). “The Eva Braun story: Behind every evil man ...”. 《The Independent》 (London: INM). ISSN 0951-9467. OCLC 185201487. 2018년 7월 5일에 확인함.
- Hoffmann, Heinrich (1955). 《Hitler was My Friend》. London: Burke. OCLC 1486685.
- Joachimsthaler, Anton (1999) [1995]. 《The Last Days of Hitler: The Legends, The Evidence, The Truth》. London: Brockhampton Press. ISBN 978-1-86019-902-8.
- Junge, Traudl (2003). 《Until the Final Hour: Hitler's Last Secretary》. London: Weidenfeld & Nicolson. ISBN 978-0-297-84720-5.
- Kershaw, Ian (2000). 《Hitler, 1936–1945: Nemesis》. New York; London: W. W. Norton & Company. ISBN 978-0-393-32252-1.
- Kershaw, Ian (2008). 《Hitler: A Biography》. New York: W. W. Norton & Company. ISBN 978-0-393-06757-6.
- Knopp, Guido (2003). 《Hitler's Women》. New York: Routledge. ISBN 978-0-415-94730-5.
- Lambert, Angela (2006). 《The Lost Life of Eva Braun》. New York: St. Martin's Press. ISBN 978-0-312-36654-4.
- Linge, Heinz (2009). 《With Hitler to the End: The Memoir of Hitler's Valet》. New York: Frontline–Skyhorse. ISBN 978-1-84832-544-9.
- McNab, Chris (2014). 《Hitler's Fortresses: German Fortifications and Defences 1939–45》. Oxford; New York: Osprey Publishing. ISBN 978-1-78200-828-6.
- Speer, Albert (1971) [1969]. 《Inside the Third Reich》. New York: Avon. ISBN 978-0-380-00071-5.
- Vinogradov, V. K. (2005). 《Hitler's Death: Russia's Last Great Secret from the Files of the KGB》. Chaucer Press. ISBN 978-1-904449-13-3.